# Maja Novak
Maja Novak, född 23 april 1960 i Jesenice, är en slovensk författare, journalist och översättare.
Novak växte upp i Nova Gorica, nära den italienska gränsen. Hon studerade affärsjuridik vid Ljubljanas universitet och arbetade som sekreterare i Jordanien innan hon blev journalist i Ljubljana. Hon började publicera noveller på 1990-talet och har sedan dess gett ut ett flertal romaner. Utöver det egna författarskapet har Novak översatt böcker av bland andra Umberto Eco och Richard Dawkins.
Maja Novak är krönikör i veckotidningen Mladina.

### Barn- och ungdomsböcker
- 1995: Kufajn, Kufina in kamela Bombla
- 1998: Vile za vsakdanjo rabo
- 1999: Male živali iz velikih mest
- 2003: Ura zoologije

### Vuxenböcker
- 1993: Izza kongresa ali Umor v teritorialnih vodah
- 1994: Zarka
- 1995: Cimre
- 1996: Zverjad
- 1998: Kafarnaum ali As killed
- 2000: Mačja kuga
- 2003: Gea, Hit et nunc